# برج الصحوة

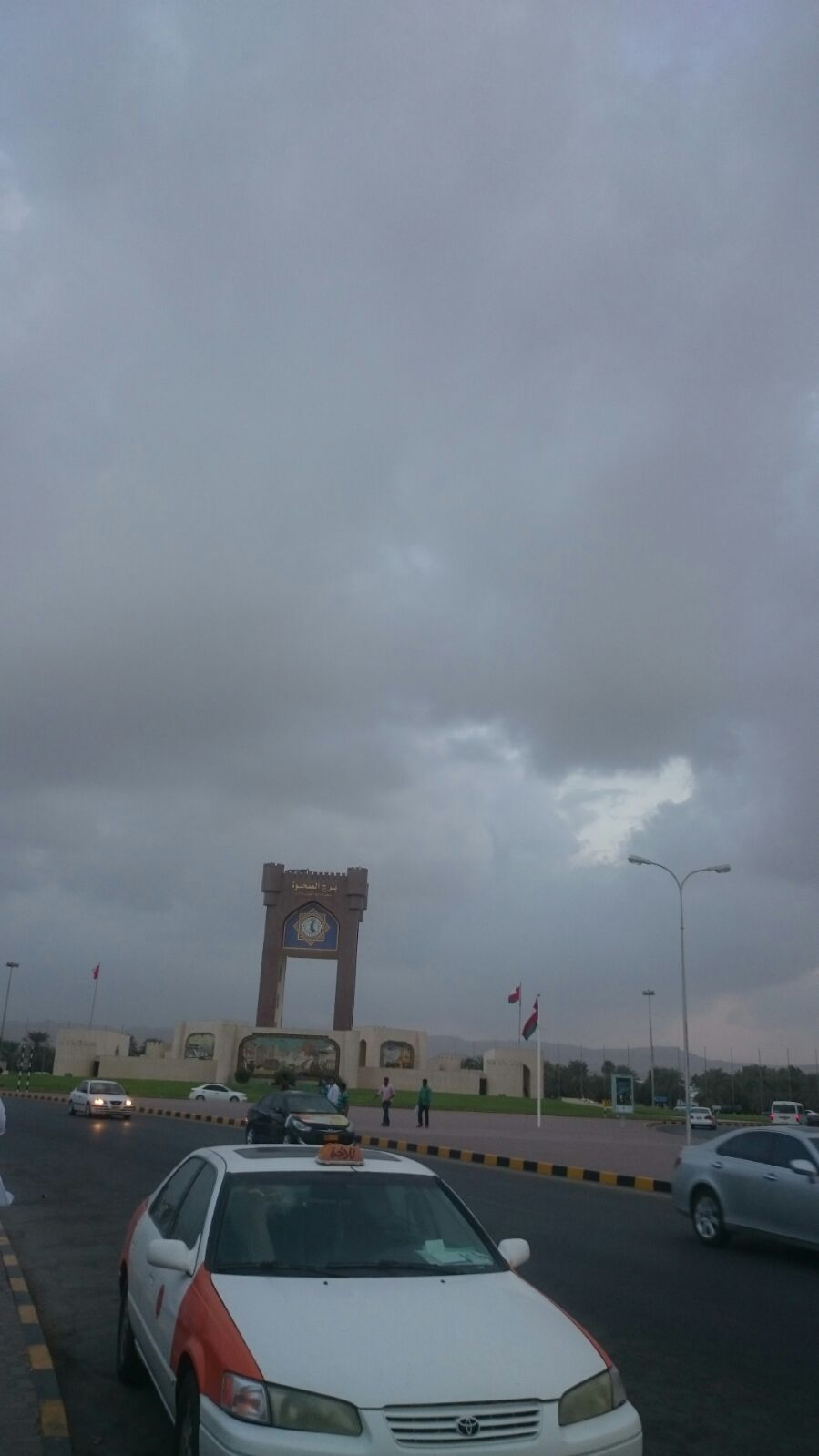
برج الصحوة

برج الصحوة  هو برج يقع في ولاية السيب منطقة الموالح في سلطنة عمان بجوار مفترق طرق تؤدي إلى أبرز الولايات العمانية مثل: صحار وصلالة ونزوى ومعسكر المرتفعة ومسقط ومطرح. ويمثل دوار برج الصحوة نقطة الانطلاقة للكثير من الرحلات حيث تتجمع حافلات النقل الوطني قرب الدوار، كذلك تتجمع سيارات الأجرة بالقرب من المكان وعلى أربعة إتجاهات إحداها بإتجاه محافظة الباطنة والآخر بإتجاه محافظة الداخلية والآخر صوب مسقط ومطرح.

## الموقع والافتتاح
افتتح برج الصحوة في شهر أكتوبر من العام 1985 ويحتوي على أربع أوجه تضم جميعها ساعات آلية و جرس كبير في وسط البرج يحدث رنين كل رأس ساعة. ويسمع رنين ساعة برج الصحوة قبل كل نشرة إخبارية سواء في القناة الحكومية أو الإذاعة المحلية.
يقع البرج على بعد دقائق معدودة من مطار مسقط الدولي ومطار الشرطة وقاعدة السيب الجوية وأغلب الوزارات و المؤسسات الحكومية و الخاصة الأشهر بالسلطنة، ويقع بالقرب من البرج مناطق سياحية شهيرة ومراكز تجارية كبيرة وسوق الموالح المركزي للخضار، كذلك يقع بالقرب من دوار برج الصحوة الكثير من الفنادق على مختلف تصنيفاتها.
شهد الدوار سابقًا وخصوصا في ساعات الصباح الباكر ازدحامًا شديدا، إلى أن تم زيادة عدد الحارات وتوسيع شارع السلطان قابوس الحيوي المحاذي للبرج.

## الشكل المعماري
بني البرج على الطراز المعماري العمّاني العربي. يتميز البرج بلونه البنّي الغامق المُرصّع بطبقة من الرخام على جنبات المبنى الرئيسي، أمّا الجدار الخارجي فمنقوش بِرُسوم تعبر عن البيئة العثمانية، ويزيّن المكان المسطحات الخضراء و بعض الاحجار.

## حدائق الصحوة
في العام 2007 و بالقرب من برج الصحوة في سلطنة عمان أفتتح السيد خالد البوسعيدي حديقة الصحوة و التي تغير اسمها لاحقا إلى حدائق الصحوة. تقع الحديقة على مساحة 300 ألف متر مربع  وهي مجموعة من الحدائق التي تم تصميمها بشكل مستقل لكل واحدة منهن من حيث الشكل الهندسي لها وللنباتات الموجودة داخلها، تضم الحديقة بين جنباتها 3 نوافير مائية مضيئة مبرمجـة الإلكترونيـا لتغيير أشكال وألوان اللوحات المائيـة.

## اقرأ أيضا
- مسقط
- سلطنة عمان
- مطار مسقط الدولي